# Truncatellina monodon
Truncatellina monodon е вид охлюв от семейство Vertiginidae. Видът не е застрашен от изчезване.

## Разпространение и местообитание
Разпространен е в Австрия, Босна и Херцеговина, Германия, Италия, Лихтенщайн, Словения, Хърватия и Швейцария.
Обитава склонове и ливади.

## Описание
Популацията на вида е стабилна.